# 直明丁宜
直明丁宜是印度尼西亞北蘇門答臘省管轄的一個城市，位於北蘇門答臘省北部，距離該省省會棉蘭市約80公里，面積31平方公里，2005年人口134,548，人口密度為每平方公里4,340人。